# 度母谷

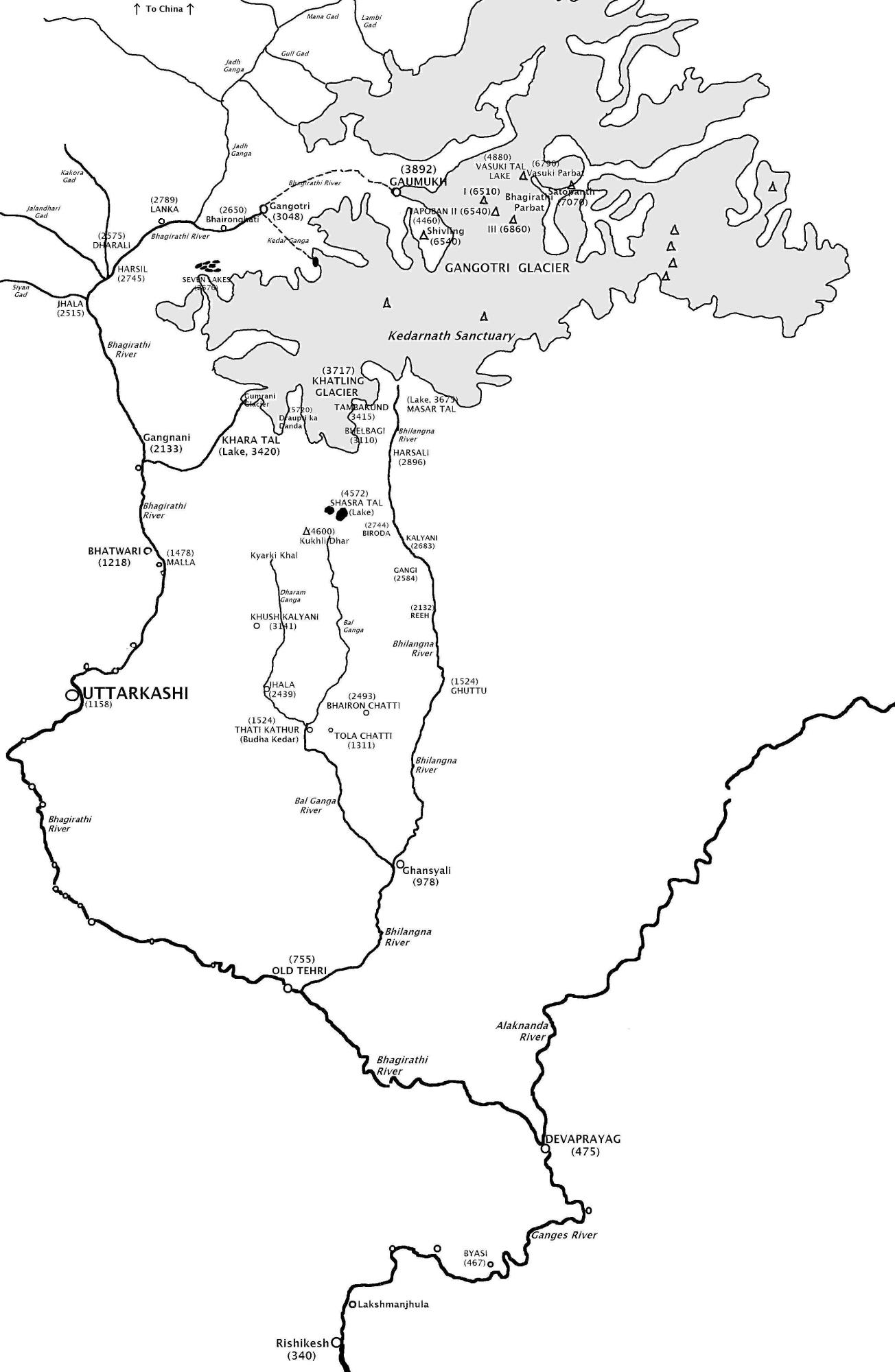
甲扎岗噶河

度母谷是印度北阿坎德邦北卡什县东北边境的一个小山村，位于甲扎岗噶河畔，距中国声索的葱莎(印度称为讷郎；Nelang)仅2.5km，坐标为31°06′13″N 78°58′25″E / 31.10361°N 78.97361°E )，由此往东北的小村子除葱莎外，还有桑(甲唐)、波林三多。

## 领土争议
中国认为，位于甲扎岗噶河流域的桑、葱莎、波林三多地区是中国领土，属于西藏阿里地区札达县托林镇波林村管辖。该地区面积约1451平方公里，目前被印度实际控制。 